# Cathy White
Cathy White (...) è un'attrice statunitense.

## Filmografia

### Cinema
- Niente di personale (Nothing Personal), regia di Thaddeus O'Sullivan (1995)
- The General, regia di John Boorman (1998)
- Titanic Town, regia di Roger Michell (1998)
- Night Train, regia di John Lync (1998)
- Veronica Guerin - Il prezzo del coraggio (Veronica Guerin), regia di Joel Schumacher (2003)
- Albert Nobbs, regia di Rodrigo García (2011)

### Televisione
- The Buddha of Suburbia – miniserie TV, episodi 1x03-1x04 (1993)
- Grushko – serie TV, episodi 1x01-1x02-1x03 (1994)
- Vicious Circle, regia di David Blair – film TV (1999)
- Perfect, regia di John Strickland – film TV (2001)
- On Home Ground – serie TV, 6 episodi (2001-2002)
- The Cry – miniserie TV, 4 episodi (2002)
- Murphy's Law – serie TV, episodio 1x03 (2003)
- I Fought the Law – serie TV, episodio 1x02 (2003)
- The Return, regia di Dermot Boyd – film TV (2003)
- Mo, regia di Philip Martin – film TV (2003)
- Scúp – serie TV, 4 episodi (2013)
- Vikings – serie TV, 4 episodi (2013-2017)
- The Fall - Caccia al serial killer (The Fall) – serie TV, episodi 3x01-3x06 (2016)
- Nurses - Nel cuore dell'emergenza (Nurses) – serie TV, 10 episodi (2020)

## Doppiatrici italiane
Nelle versioni in italiano delle opere in cui ha recitato, Cathy White è stata doppiata da:
- Alessandra De Luca in Vikings
- Vanessa Giuliani in Nurses - Nel cuore dell'emergenza